# Banco Português do Atlântico
O Banco Português do Atlântico, S.A. (BPA) foi uma instituição bancária portuguesa fundada a 31 de dezembro de 1942, na cidade do Porto como o sucessor da Casa Bancária Cupertino de Miranda & Irmão, fundada em 1919. O Banco Comercial Português (BCP) adquiriu o BPA em 1995, tendo absorvido-o em 2000.

## História
Em 1950, o BPA absorveu o Banco Português do Continente e Ilhas (fundado a 21 de junho de 1923, em Lisboa).
Em 1957, o BPA estabeleceu em Angola um empreendimento conjunto de cinquenta por cento no Banco Comercial de Angola (BCA), partilhando a propriedade com o Banco Belga de África, uma filial do Banco de Bruxelas. Em 1971, o Banco Barclays adquiriu uma posição do BCA, enquanto o BPA assumiu as operações do Banco Barclays em Moçambique. Em 1974, a filial do BCA em Macau tornou-se o Banco Comercial de Macau e uma subsidiária do BPA. Posteriormente, o Banco Comercial de Angola tornou-se um banco estatal, controlado pelo governo de Moçambique, com a designação de Banco de Poupança e Crédito.
Em 1965, o Banco Nacional Ultramarino, Banco Português do Atlântico, Banco de Angola e a empresa sul-africana Mineração Geral e Finanças (General Mining and Finance), fundaram o Banco de Lisboa e África do Sul, que posteriormente foi renomeado como Banco Mercantil de Lisboa. No mesmo ano, o BPA absorveu o Banco Raposo de Magalhães (fundado a 27 de julho de 1942, em Alcobaça).
O governo português nacionalizou o BPA a 14 de março de 1975.
A 1 de janeiro de 1977, o BPA absorveu o Banco do Algarve e o Banco Fernandes Magalhães. O Banco do Algarve foi fundado a 18 de março de 1932 em Faro, para reconstituir as operações da Casa Bancária de Manuel Dias Sancho. O Banco Fernandes Magalhães foi criado em 1954, na cidade do Porto, como o sucessor da Casa Bancária Fernandes Magalhães, fundada em 1905).
Em 1990, o governo português começou a privatizar o BPA em parcelas.
Em 1993, o BPA estabeleceu o BPA Brasil, que foi fundado após o BPA comprar o Banco Real do Canadá em fevereiro de 1992 no Brasil. O BPA também abriu uma filial em Maputo. O BPA assumiu indiretamente o controlo da União de Bancos Portugueses (UBP), o décimo primeiro maior banco de Portugal com cento e setenta e três sucursais.
Em 1994, o BPA abriu uma agência de representação em Caracas e fundou uma sucursal nas Ilhas Caimão, o Banco Estrangeiro do BPA.
Em 1997, o Banco Wachovia adquiriu uma participação maioritária do Banco Português do Atlântico-Brasil que tinha sua sede em São Paulo, com ativos no valor de cem milhões de dólares estado-unidenses. O banco dedicou-se principalmente às finanças comerciais corporativas.
Em 1998, o Banco Central Hispano adquiriu os negócios locais do BPA em Espanha, já que o BCH era um parceiro do BCP. O BPA possuía escritórios em Madrid, Vigo e Barcelona, com um balanço de cinquenta e cinco pesetas.
Em 2000, o BCP recebeu a autorização da Corporação Federal Asseguradora de Depósitos (FDIC) para fundar o Banco BPA em Newark, na Nova Jérsia.